# Апрель (организация)
«Апрель» — всесоюзная ассоциация писателей в поддержку Перестройки.
Организация, объединившая советских писателей, публицистов, литературных критиков и журналистов, выступающих в поддержку политических и экономических реформ М. С. Горбачёва. Название организации демонстрирует отсыл к апрельскому пленуму ЦК КПСС 1985 года, на котором был объявлен курс на перестройку.

## История
О создании организации было объявлено в 1989 году. Учредительный съезд состоялся в апреле 1990 года.
Сопредседателями организации стали А. Приставкин, Е. Евтушенко, Ю. Черниченко, М. Шатров, А. Соколов.
В организацию входило около 600 творческих деятелей. Наиболее известные участники «Апреля» — Б. Окуджава, В. Дудинцев, Р. Рождественский, Т. Толстая, А. Стреляный, Л. Жуховицкий, А. Нуйкин, Н. Панченко.
За время существования организации её участниками был принят ряд деклараций, направленных против ксенофобии и расизма, в защиту гражданских прав и свобод, в поддержку демократических преобразований в стране. Участники организации активно выступали с публицистическими статьями в литературных и общественно-политических журналах демократической направленности, в частности таких, как «Огонёк», «Знамя», «Нева», «Юность», «Смена» и др.
Движение «Апрель» распространилось по разным городам России. В Ростове-на-Дону при редакции журнала «Дон», ответственным секретарём журнала «Дон», писателем Г. М. Бондаренко (литературный псевдоним — Игорь Бондаренко) был создан издательский кооператив «Апрель». В 1989 году «толстые» журналы получили право издавать книги писателей за свой счёт. Кооператив «Апрель» с 1989 по 1991 год опубликовал книги О. Михайлова «Кутузов», Ю. Бондарева «Батальоны просят огня» и «Горячий снег», «Очерки Уголовного мира царской России», автор — начальник Московской сыскной полиции А. Ф. Кошко, книгу В. Александрова «Дело Тухачевского», изданную в Париже в 1962 году и никогда прежде не публиковавшуюся в СССР, книгу разведчика Юрия Феличкина «Как я стал двойником», книгу В. Кисилевского «Лампа А. Ладина» и О. Бендера «Шея», книги М. Задорнова, М. Мишина, Л. Измайлова, А. Иванова и другие.
В 1991 году, когда было разрешено создавать частные «полнокровные» издательства, Г. М. Бондаренко преобразовал кооператив «Апрель» в издательство «Мапрекон», которое за 7 лет своего существования издало 106 наименований тиражом более 1 200 000 экземпляров книг русской и зарубежной классики, а также молодых малоизвестных писателей. Издательство «Мапрекон» прекратило существование в результате дефолта 1998 года.

## Альманах «Апрель»
С 1989 ассоциация писателей «Апрель» совместно с советско-британским издательством «Интер-Версо» издавала литературно-художественный и общественно-политический альманах «Апрель». В нём печатались Фазиль Искандер, Булат Окуджава, Андрей Сахаров, Александр Солженицын, Андрей Вознесенский, Анатолий Приставкин, Евгений Евтушенко, Юнна Мориц, Лидия Чуковская, Людмила Петрушевская, Даниил Гранин, Лев Разгон, Татьяна Бек, Борис Чичибабин, Алла Гербер, Галина Дробот, Григорий Померанц и многие другие известные писатели и общественные деятели.
Главным редактором альманаха был Анатолий Приставкин. В редколлегию входили Юрий Антропов, Валерий Винокуров, Галина Дробот (бессменный ответственный редактор), Игорь Дуэль, Леонид Жуховицкий, Анатолий Злобин, Владимир Корнилов, Андрей Черкизов и др.
В 2007 издание альманаха было решено прекратить последним, 16-м выпуском. Редакторы альманаха объясняли это решение тем, что «наступил день, когда мы поняли — тот альманах „Апрель“, который мы с любовью пестовали 16 лет, закончился. Наступили времена другого слова, другой интонации, другого взгляда на действительность — резкого, жёсткого, энергичного. Кончились иллюзии, пришли аллюзии…»